# アリシア・コッポラ
アリシア・コッポラ（Alicia Coppola, 1968年4月12日 - ）は、アメリカ合衆国出身の女優である。

## 出演作品

### テレビ
- リベンジ
- SUITS/スーツ
- デトロイト 1-8-7
- キャッスル 〜ミステリー作家は事件がお好き
- NCIS:LA 〜極秘潜入捜査班
- ライ・トゥ・ミー 嘘の瞬間
- 私はラブ・リーガル
- ジェリコ 閉ざされた街（ミミ・クラーク）
- 女検死医ジョーダン
- ミディアム 霊能者アリソン・デュボア
- BONES - 骨は語る -
- チャーリー・シーンのハーパー★ボーイズ
- ラスベガス
- NCIS 〜ネイビー犯罪捜査班（フェイス・コールマン）
- HUFF〜ドクターは中年症候群
- 名探偵モンク
- LAW & ORDER クリミナル・インテント
- デッド・ゾーン
- 弁護士ジャック・ターナー
- アリー my Love
- CSI:科学捜査班　シーズン1　エピソード21　「悪魔に魅入られた女」　ドクター、スーザン・ヒルリッジ役
- ブル 〜ウォール街への挑戦〜

### 映画
- ブラック・ウィドウ（英語版）
- ナショナル・トレジャー/リンカーン暗殺者の日記
- SIN　凶気の果て
- Ｎ.Ｙ.犯罪潜入捜査官
- 殺人報酬
- ゲッタウェイ'99
- ヴェロシティ・ラン
- 熱い絆